# Albert Haler
Albert Haler (ili Haller) (Vrgorac, 3. kolovoza 1883. – Kamnica kraj Maribora, 18. svibnja 1945.) bio je hrvatski estetičar, esejist, književni kritičar i književni povjesničar.

## Životopis
Studij klasične filologije završio je u Beču 1909.; tijekom studija bavio se također i filozofijom. Doktorirao je na Filozofskom fakultetu u Zagrebu 1927. tezom Gundulićev Osman s estetskoga gledišta. Od 1909. do 1943. radio je kao gimnazijski profesor i ravnatelj u Dubrovniku, Splitu i Zagrebu. 
Godine 1943. imenovan je profesorom etike i estetike na Filozofskom fakultetu u Zagrebu. U svibnju 1945. povlači se s izbjeglicama iz Zagreba. Ubili su ga partizani na Križnom putu, a prepoznao ga je jedan dubrovački fratar kako mrtav leži u jarku pored ceste. Njegovu osobnu iskaznicu i ostale nađene stvari uzeo je i predao njegovoj kćeri u Grazu.

## Koncepcije i djelovanje
Književne kritike, članke i eseje objavljivao je u brojnim časopisima između 1899. i 1945. Glavno njegovo djelo iz teorije književnosti je Doživljaj ljepote (1943.). Slijedi koncepciju spiritualističkoga idealizma Benedetta Crocea.
Definira umjetnost kao »duhovni akt afektivno-fantazijske prirode«, a pjesničko stvaranje kao »projekciju čuvstava kroz stvaralačku maštu u neizmjernost duhovnosti«. Odbacuje socijalno-psihološke i kulturno-povijesne kriterije pri vrednovanju književnih ostvarenja (tzv. antipozitivistička pobuna). Književno djelo treba biti promatrano kao potpuno autonomno, kao djelo »čiste poezije«, a vrednovano jedino prema estetskoj vrijednosti temeljenoj na intuitivnome doživljaju. Na tu temu vodio je polemiku s Antunom Barcem 1923. – 1925. Pozornost su privukle i njegove burne polemike s Vladimirom Dvornikovićem, Vladimirom Nazorom i Miroslavom Krležom. 
Hrvatsku kulturnu javnost uzbudile su njegove negativne ocjene Petra Preradovića, Silivija Strahimira Kranjčevića i Gundulićeva "Osmana".
Uvažava klasične pisce na čija djela može u potpunosti primijeniti svoja mjerila: Shakespeare,  Goethe, Homer.

## Djela
Objavljene knjige:
- Gundulićev Osman s estetskog gledišta, Beograd, 1929.
- Antun Kazali,  Dubrovnik, 1935.
- Izbor iz tuđih književnosti, 1941.
- Doživljaj ljepote, 1943.
- Novija dubrovačka književnost, 1944.

Izbor njegovih eseja i studija objavljen je u ediciji Pet stoljeća hrvatske književnosti, br. 86, Zagreb, 1971., str. 5-125